# Plazadels und Wachters Dieja

Stallung in Wachters Dieja mit Blick ins Gauertal

Plazadels und Wachters Dieja sind zwei Maisäß-Siedlungen im Gauertal in der Gemeinde Tschagguns.
Im Sommer 2000 wurden beide Maisäßgebiete beforscht, einerseits in Sinne einer Dokumentation, andererseits mit dem Wunsch einer Sensibilisierung der Bevölkerung, die Anlage als Kulturlandschaft zu erkennen und zu erhalten. Andreas Rudigier organisierte eine Ausstellung im Montafoner Heimatmuseum Schruns. Andrea Banas und Peter Banas erarbeiteten eine Filmdokumentation mit Info-Film in Feldkirch.
Die Wiesenhänge der Maisäßgebiete Plazadels und Wachters Dieja liegen auf der Talseite links des Baches Rasafei. Sie sind jeweils vom Wald umgeben und von der Besonnung nach Südosten ausgerichtet. Die Hänge bestehen aus Anlagerungen der letzten Eiszeit und sind getrennt großflächig instabil und in Bewegung. Für die Bewegungen bei Plazadels werden nacheiszeitliche Entlastungsvorgänge angenommen, wodurch die Gebäude dort teils zum Berg nach hinten etwas verkippt sind. Bei Wachters Dieja wird angenommen, dass eine Ufererosion den bergseitigen Kegelbereich unterschneidet, was ein Nachrutschen oder Nachsacken der obigen Massen bedingt, wobei zusätzlich bei starken Niederschlägen kleine Gerinne übertreten und Schäden bedingen, worauf die Wildbach- und Lawinenverbauung Maßnahmen getroffen hat.
Die Rodung und Besiedlung der Maisäßgebiete war am Anfang des 17. Jahrhunderts. Die zugezogenen Walser besiedelten die noch freien hohen Lagen und führten damit die Dreistufenwirtschaft ein und wechselten mehrmals je Vegetationsperiode mit dem Vieh von einem Stall zum anderen. Die Maisäße sind die Mittellage, wo je nach Witterung im Mai bis Juni für ein paar Wochen Sitz genommen wird, bevor das Vieh für den Sommer auf die Alpe kommt. Die ältesten Fälldaten von Bauhölzern – jahrringanalytisch bestimmt – sind beim Objekt E in Plazadels mit 1606/07 und beim Objekt K in Wachters Dieja mit 1613/14 festgestellt worden. Ab 1950 zeigten sich zwei Entwicklungen. Ungenutzte Objekte sind verfallen und verschwunden. Andere Objekte blieben erhalten und erfuhren dabei eine Nutzungsänderung zur Vermietung als Sommerfrische.
Die Siedlung Plazadels besteht aus vier Wohnhäusern, fünf Stallscheunen und einer Heubarge. Die Siedlung Wachters Dieja besteht aus drei Maisäßhäusern als Wohnhäuser mit Stall. Es gibt weiters vier Ställe für die Einstellung von Vieh mit Bargen für Heu. Eine Barge nur für die Heueinlagerung liegt am unteren Ende der Wiese, um bei der Einbringung des Heus dieses nicht weit hinauf tragen zu müssen.
Wegen einer Verordnung der Gemeinde Tschagguns dürfen alle Gebäude auf Wachters Dieja nur mit Holzschindeln gedeckt werden.